# خوسيه هوجو سيليدونيو
خوسيه هوجو سيليدونيو (بالبرتغالية: José Hugo Celidônio‏)‏ (1932 - 3 سبتمبر 2018) هو طاه برازيلي، ويُعتبر أحد أهم الطُهاة في البرازيل.